# Rashidi Mizele
 (octobre 2009).
Si vous disposez d'ouvrages ou d'articles de référence ou si vous connaissez des sites web de qualité traitant du thème abordé ici, merci de compléter l'article en donnant les références utiles à sa vérifiabilité et en les liant à la section « Notes et références ».
Rashidi Mizele était le garde du corps du président congolais Laurent-Désiré Kabila. Il tire sur le président le 16 janvier 2001, et le tue. Mizele est lui-même tué à son tour par le colonel Eddy Kapend, qui est ensuite condamné par un tribunal militaire congolais à la peine capitale pour son implication dans l'assassinat du président Kabila.